# 萧庆
萧庆（？—1140年），契丹族，金朝将领，金熙宗时尚书右丞。
金太祖天辅五年（1121年），萧庆与将吏韩福奴、阿八、谢老、太师奴、丑和尚、高佛留、蒲答、谢家奴、五哥等随辽将耶律余睹归降金朝。靖康之变时，金太宗天会四年（1126年）闰十一月初四，金人入青城，攻朝阳门。萧庆与冯澥、杨真诰进入开封府。十二月初一，萧庆入居北宋尚书省。天会十年（1132年），受金元帅府之命，至汴京（今河南开封）与大齐政权刘豫商议攻宋之事。金熙宗天会十三年（1135年）十一月己卯，以元帅左监完颜希尹为尚书左丞相兼侍中，太子少保高庆裔为尚书左丞，平阳尹萧庆为尚书右丞。天会十五年（1137年），萧庆与移剌斡里朵一起攻打南宋。天眷三年（1140年）八月癸亥，金熙宗杀左丞相完颜希尹、右丞萧庆及完颜希尹子昭武大将军、同修国史完颜把搭、符宝郎完颜漫带。皇统三年（1143年），金熙宗赠完颜希尹仪同三司、邢国公，赠萧庆银青光禄大夫。